# DC 超級英雄 Online
《DC 宇宙 Online》（英語：DC Universe Online）是索尼線上娛樂所發行的一款大型多人線上角色扮演遊戲，可運行於個人電腦及PlayStation 3。游戏根據DC漫畫中的超級英雄而設，遊戲總監是吉姆·李。遊戲最早於2008年7月4日發布和2008年7月14日發布首款預告片，於2011年1月正式推出。遊戲最初以按月收費，至2011年10月改為免費。

## 評價
| 媒体         | 得分  |
| ------------ | ----- |
| AllGame      | 3.5/5 |
| Eurogamer    | 6/10  |
| GamesRadar+  | 6/10  |
| GameSpot     | 7.0   |
| IGN          | 8/10  |
| PC Gamer美国 | 88%   |
| X-Play       | 4/5   |

《DC 宇宙 Online》獲得業界的大致好評，IGN在遊戲首次發行後便給予7/10的好評。，而且在PlayStation 4的版本發行後獲得了8/10分的更高評價。
在2014年8月時共有1800萬名名玩家註冊，該遊戲也在PlayStation 3和4上創造了免費遊戲的第一名收入。